# Регион Лоара
Регион Лоара или „Земља Лоаре” (фр. Pays de la Loire) је регион на западу Француске. Састоји се од пет департмана.

## Историја
Регион Лоара је вештачки створен у 20. веку и није наследник ниједне историјске провинције Француске. Регион је створен као зона утицаја за град Нант.
Састоји се од делова следећих историјских провинција Француске:
- департмана Атлантска Лоара који је део историјске провинције Бретање и који чини отприлике 20% те историјске провинције. Осталих 80% се налази у региону Бретањи.
- Анжу: департман Мен и Лоара. Цела бивша провинција Анжу се данас налази у Региону Лоара.
- Мен: департмани Мајен и Сарт. Цела бивша провинција Мен се данас налази у Региону Лоара.
- део провинције Поату: департман Вандеја. Већи део бивше провинције Поату је данас у региону Поату-Шарант
- део провинције Перш (Perche): североисточни део департмана Сарт. Остатак ове провинције је у регионима Доња Нормандија и Центар.
- мали део провинције Турена (Touraine): југоисток департмана Мен и Лоара. Остатак ове провинције је у региону Центар.

Регион је добио име по реци Лоара која тече кроз регион и која је најдужа река у Француској.

## Политика и администрација
Лоара је позната по традиционалном католичком конзервативизму. Као таква, била је снажно упориште десничарских странака Француске. Ипак, на локалним изборима 2004. године власт је освојила социјалистичка партија, што је први пут у историји региона да је изборе добила нека левичарска странка.

## Географија
Регион Лоара се простире на 32.082 km². Добио је име по реци Лоара, која пролази кроз ову покрајину и улива се у Атлантски океан. Остале веће реке које пролазе кроз овај регион су: Сарт, Мајен, Мен, Туе и Ердр. Укупно кроз регион пролази око 18.000 km водених токова. Највиша тачка региона се налази на 417 m, у департману Мајен.

## Култура
Будући да је овај регион створен вештачки, департмани Региона Лоара немају заједничку историју ни културу. У региону постоји проблем департмана Атлантска Лоара, који се жели одвојити од Лоаре и припојити Бретањи којој историјски и припада. У овом департману је врло јак покрет за припајање Бретањи.